# Unga kvinnor vid Seinestranden

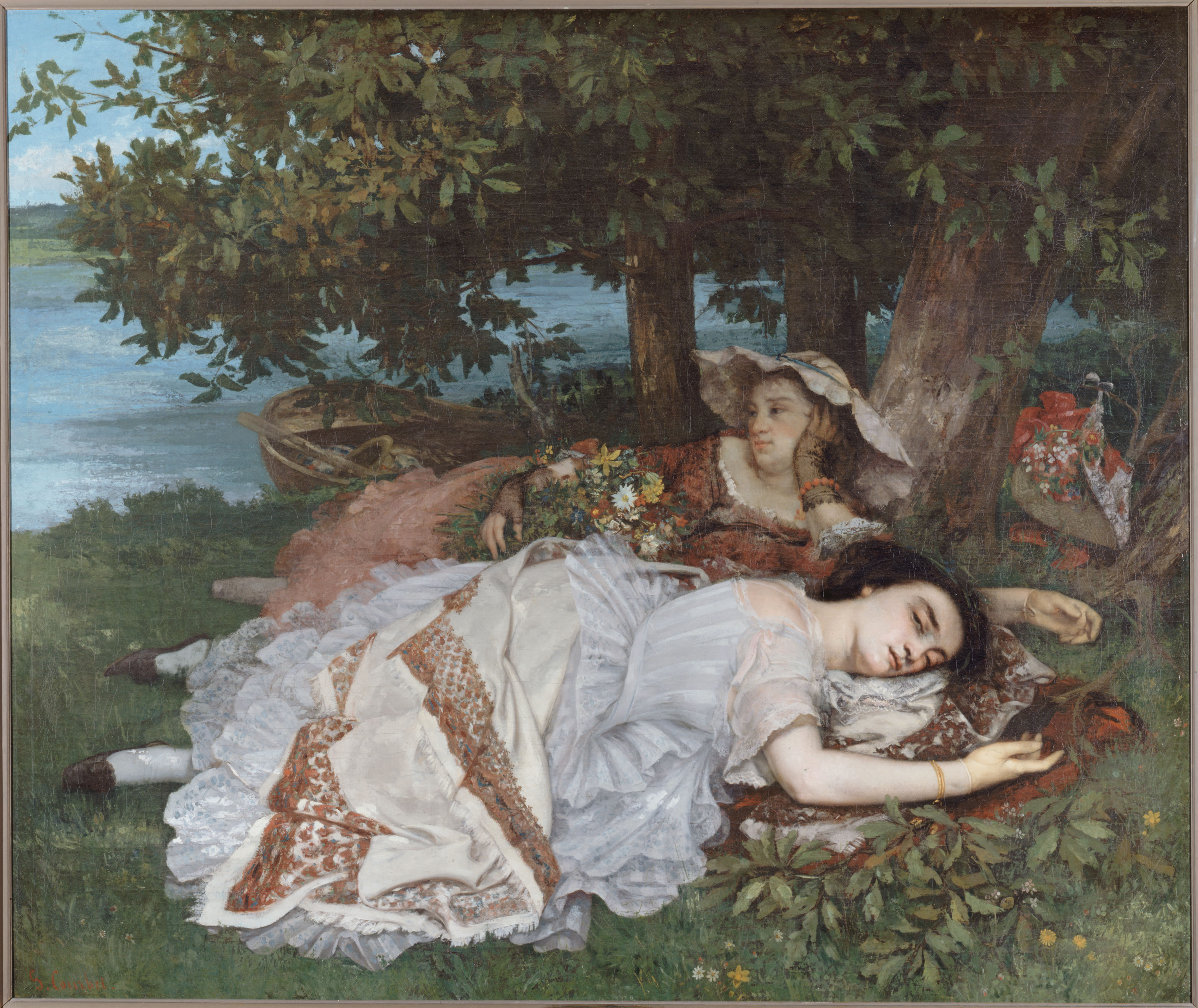
Unga kvinnor vid Seinestranden, 174 x 206 cm

Unga kvinnor vid Seine-stranden, på franska Les Demoiselles des bords de la Seine, är en oljemålning från 1856 av Gustave Courbet.
Målningen föreställer två unga kvinnor, som blivit trötta under en utflykt på Seine och har lagt sig att vila i skuggan i en träddunge. Den ena kvinnan sover, och den andra halvligger avslappnat i tankar. Den sovande kvinnan har tagit av sin kjol och visar upp sin underkjol och sin korsett.
Målningen presenterades på Parissalongen 1857 och orsakade skandal, dels av stilskäl i sin realistiska framställning, dels på grund av motivets trivialitet, eller vulgaritet, med sin framställning av två helt människor.  Publiken på finare franska konstsalonger förväntades vid denna tid få möta målningar med idealiserande eller moraliskt upplyftande motiv snarare än vardagsskildringar.
En av kritikerna var Joseph-Pierre Proudhon:
| ”                        | Hon ligger fullt utsträckt ... pressar sitt brännande bröst mot jorden, hennes halvslutna ögon i erotiska tankar ... Det är något av vampyr över henne ... Fly, om Du inte vill att denna Kirke ska förvandla Dig till ett djur | „ |
| – Pierre Joseph Proudhon | |   |

En annan var skribenten Maxime Du Camp (1822–1894):
| ”                | De ligger i gräset vid floden. En av dem lutar sig mot ett träd och dåsar, med sitt tomma ansikte vilande sig mot hennes köttiga hand; den andra ligger platt på magen med sitt grönaktiga ohälsosamma ansiktsuttryck och i med fräcka ögon som ser ut ur målningen. Dessa två varelser, mer än lovligt dragna, ser ut som en hög kläder, mycket bra målade, med utstickande armar och huvuden. De har inga kroppar ... endast uppblåsta ballonger. Armen på den kvinna som ligger ned, och den sjal som täcker de inte synliga delarna av hennes kropp, är mästarstycken av skicklighet, och visar att, vore det inte för herr Courbets föreställningar, så skulle han kunna vara en seriös konstnär. För att skapa en harmoni mot det gröna i förgrunden har herr Courbet målat Seine blå! En blå Seine! I den smutsiga utkanten av Paris! Ack Realism, är detta din verklighet? | „ |
| – Maxime Du Camp | |   |

Målningen finns i Petit Palais i Paris i Frankrike.